# Kivi (ptica)
Kívi (znanstveno ime Apteryx) je edini rod ptičev iz družine kivijev (Apterygidae). Živi samo na Novi Zelandiji. To družino so tradicionalno uvrščali v red nojevcev, po trenutno sprejeti klasifikaciji pa predstavlja samostojen red kivijev (Apterygiformes).
Te nenavadne živali so morda kdaj živele tudi v drugih delih sveta, zdaj pa jih ni moč najti nikjer drugje kot na novozelandskem otočju. So ptič brez peruti, z dolgim roženim kljunom. Njihovo grobo perje je bolj podobno rjavemu kožuhu. Z močnimi nogami razbrskajo zemljo in nato kljuva po tleh. Pri iskanju plena jim pomagata dve nosnici na koncu kljuna. Kiviji so nočno aktivne ptice - dan preživijo v svojem brlogu. Za mladiče skrbi samec.
Ime so dobile po oglašanju samcev. Njihovo perje je podobno žimi.

## Sistematika
Kiviji so najbližje sorodni kazuarjem. Opisanih je pet vrst, od katerih ima ena dve podvrsti:
- tokoeka (Apteryx australis)
  - okaritski rjavi kivi (Apteryx australis australis)
  - Apteryx australis lawryi
- Apteryx mantelli
- Apteryx rowii
- mali pegasti kivi ali kivi-pukupuku (A. owenii)
- veliki pegasti kivi ali roa (A. haastii)

## Zanimivosti
Kivi je pogovorno ime za prebivalca Nove Zelandije. Novozelandska moštva rugbya so sprejela njegovo ime kot oznako za svoje igralce.